# カーサの猫村さん
『カーサの猫村さん』（カーサのねこむらさん）は、ほしよりこの漫画である。

## 概要
マガジンハウスより刊行されている情報誌『カーサブルータス』2005年10月号より連載開始。『きょうの猫村さん』のスピンオフ作品である。
カーサブルータス2018年6月号で連載100回を迎えた。

## キャラクター

### 村田家政婦紹介所
猫村 ねこ
主猫公。4歳。月刊誌「カーサブルータス」編集部にアシスタントとして月1で勤務している。編集部の個性豊かなメンバーに翻弄されつつも持ち前のやる気と明るさ、猫ならではの特徴を生かして周囲とも打ちとけていく。時々失敗しつつもめげることはない。時には取材や出張に同行したりモデルを務めることもしばしば。外回りでは三輪車を使用している。
村田の奥さん
村田家政婦紹介所の主で、家政婦達の元締め。雑誌好きで芸能界のゴシップに詳しい。

### カーサブルータス編集部
バイトさん
学校に通いながらカーサブルータスでバイトをしている。眼鏡と学生服が特徴。自身が会議に参加した時に備えて密かに特訓などをして鍛えているが、カーサブルータス内では周知の事実であり、本人に気づかれないようにしている。
ミトミさん
カーサブルータスの事は何でも知っている。ねこをカーサブルータスに呼んだ人でもある。ねこに建築やそれ以外の様々なことを教えてくれるほか取材や出張にも同行させてくれることもある。
イロイロ編集長
女性の編集長。いつも首飾りをしている。口癖は「イロイロ」で後に産まれた子供にも「義色々（よしいろいろ）」と名付けるほど。常におしゃれの心は忘れない。
副編集長
副編集長のひとり。名前は不明。いつもおしゃれな服を着ていて、外国語が堪能。
西田副編集長
副編集長のひとり。飛行機が苦手。ねこに時折お菓子をあげている。ほかにもいろんなアドバイスをくれることもある。机はいつも整頓されている。
Ｖシネ
副編集長のひとり。眼鏡をかけていて下まつげが長い。いつも背広を肩にかけている。会議ではクールビズとしょっちゅう衝突しては河原でけんかになるが最後は折り合いをつけて帰ってくる。その度に靴を片方なくすこともあるので編集長に大目玉をクールビズとともに受けている。愛妻家で照れ屋の一面もある。学生時代は不良で副番長を務めておりその時の直属の女番長は初恋の相手だった。
クールビズ
編集者。シャツのボタンをいつも多めに開けている。胸毛が自慢。Ｖシネと会議でしょっちゅう衝突して河原でけんかになるが最後には折り合いをつけて帰ってくる。
新人のバイトさん
カーサブルータスの女性のバイト。ねこにとっては後輩にあたり、ねこの事を「猫のお手伝い（さん）」と呼んでいる。イロイロ編集長に憧れている。仕事面では有能だが、料理は苦手。
シビヤ
編集者の一人。少々卑屈ところがある。ねこからは副編集長に憧れていて自分に厳しいと思われているが、実態は勤務時間中に居酒屋に居たり、風邪で早退したにもかかわらずバイトさんの特訓に裸で付き合ったりしているなどやや不真面目。
西尾マン
ものを図るのが好きな編集者。とぼけた眼鏡とアホ毛な寝癖ヘアがチャームポイント。
さんごちゃん
ミトミさんとともにネコムーランド企画を手伝うことになった若手美人編集者。
その他の編集者たち
カメラマンや女性編集者達やデザイナー、ライター、若手のスタッフなどねこと話し相手になったりいろんな事を教えてくれたりしている。

### その他
本屋のおじさん
カーサブルータスの配達先である丸虫書店の店主。ねこの話し相手でもある。
月刊モフの編集長
ねこをモデルに引き抜いた編集者。可愛さ命をモットーにしており写真の修整に容赦がない。
水野シブキ
お騒がせ女優。

## 単行本一覧
- ほしよりこ「カーサの猫村さん」（マガジンハウス）

1. （2010年5月27日発売）、ISBN 978-4838721016[2]
2. （2011年9月8日発売）、ISBN 978-4838723102[3]
3. （2016年3月17日発売）、ISBN 978-4838728398[4]
4. （2017年7月13日発売）、ISBN 978-4838729371[5]
5. （2020年3月5日発売）、ISBN 978-4838730902[6]
6. （2022年4月28日発売）、ISBN 978-4838732012[7] ※タイトル名は「ねこの配信 カーサの猫村さん」
7. （2024年7月5日発売）、ISBN 978-4838732739[8] ※タイトル名は「ねこのファッション カーサの猫村さん」

- カーサの猫村さん 旅の手帖 （2012年4月26日発売）、ISBN 978-4838724390[9]